# Dekanat święciański
Dekanat święciański – jeden z 9 dekanatów archidiecezji wileńskiej na Litwie. Składa się z 8 parafii, 9 kościołów.

## Historia
W 1934 roku składał się z 19 parafii. Oprócz parafii w Reszkutanach składał się z 7 obecnych parafii, parafii w Korkożyszkach oraz:
- parafii w Cejkiniach (ob. w dekanacie ignalińskim archidiecezji wileńskiej),
- parafii w Komajach (ob. w dekanacie postawskim diecezji witebskiej),
- parafii w Łyngmianach (ob. w dekanacie ignalińskim),
- parafii w Łyntupach (ob. w dekanacie postawskim),
- parafii w Mielegianach (ob. w dekanacie ignalińskim),
- parafii w Nowych Daugieliszkach (ob. w dekanacie ignalińskim),
- parafii w Połuszach (ob. w dekanacie ignalińskim),
- parafii w Poryndze (ob. w dekanacie ignalińskim),
- parafii w Przyjaźni (ob. w dekanacie ignalińskim),
- parafii w Twereczu (ob. w dekanacie ignalińskim),
- parafii w Wasiewiczach (ob. w dekanacie ignalińskim).

## Lista parafii
| Lp | Miejscowość / parafia                                        | Proboszcz / administrator | Kościół                                                       | Zdjęcie |
| -- | ------------------------------------------------------------ | ------------------------- | ------------------------------------------------------------- | ------- |
| 1  | Hoduciszki Parafia Najświętszej Maryi Panny Szkaplerznej     | ks. Medardas Čeponis      | Kościół Najświętszej Maryi Panny Szkaplerznej w Hoduciszkach  |         |
| 2  | Kołtyniany Parafia Najświętszej Maryi Panny Królowej Aniołów | ks. Jeronimas Petrikas    | Kościół Najświętszej Maryi Panny Anielskiej w Kołtynianach    |         |
| 3  | Podbrodzie Parafia Najświętszej Maryi Panny Królowej Rodzin  | ks. Deimantas Braziulis   | Kościół Najświętszej Maryi Panny Królowej Rodzin w Podbrodziu |         |
|    | Korkożyszki                                                  |                           | Kościół św. Apostołów Piotra i Pawła w Korkożyszkach          |         |
|    | Orniany Pierwsze                                             |                           | Kaplica Najświętszej Maryi Panny w Ornianach                  |         |
| 4  | Powiewiórka Parafia św. Kazimierza                           | ks. Deimantas Braziulis   | Kościół św. Kazimierza w Powiewiórce                          |         |
| 5  | Reszkutany Parafia św. Izydora                               | ks. Medardas Čeponis      | Kościół św. Izydora w Reszkutanach                            |         |
| 6  | Nowe Strunojcie Parafia św. Apostołów Piotra i Pawła         | ks. Aldas Antanas Čeponis | Kościół św. Apostołów Piotra i Pawła w Nowych Strunojciach    |         |
| 7  | Nowe Święciany Parafia św. Edwarda                           | ks. Raimundas Macidulskas | Kościół Matki Bożej Bolesnej w Nowych Święcianach             |         |
|    | Januliszki                                                   |                           | Kaplica św. Szymona i Judy Tadeusza w Januliszkach            |         |
| 8  | Święciany Parafia Wszystkich Świętych                        | ks. Medardas Čeponis      | Kościół Wszystkich Świętych w Święcianach                     |         |